# Advanced Video Coding High Definition

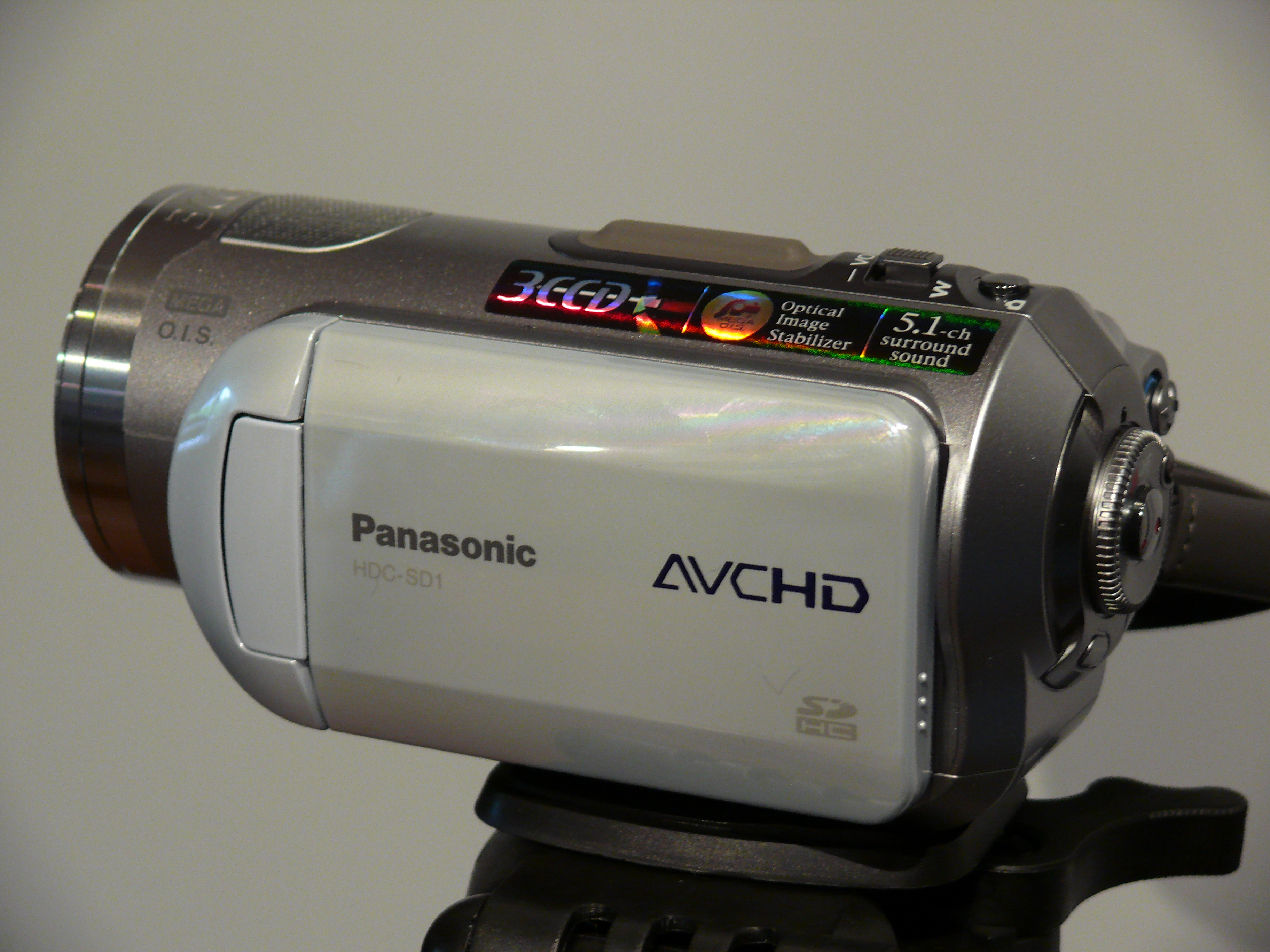
En AVCHD-kamera från Panasonic.

Advanced Video Coding High Definition (AVCHD) är ett inspelningsformat för högupplöst (HD) och video. 
Videosignalen komprimeras med hjälp av MPEG-4 H.264, ljudsignalen av antingen Dolby Digital eller Linjär PCM. 
AVCHD används till exempel i HD-videokameror.